# Visma sowerbyi
Visma sowerbyi is een slakkensoort uit de familie van de Pyramidellidae. De wetenschappelijke naam van de soort is voor het eerst geldig gepubliceerd in 1996 door van Aartsen & Corgan.